# Seconda Divisione 1926-1927
La Seconda Divisione 1926-1927 è stata la 1ª edizione del terzo livello del campionato italiano di calcio, disputato tra il 7 novembre 1926 e il 17 luglio 1927 e concluso con la vittoria del Monza, al suo primo titolo, e la promozione, oltre alla squadra lombarda, della Carrarese, del Ponziana e del Terni.

## I Direttori Divisioni Inferiori
Nel 1926 la Carta di Viareggio aveva riformato l'organizzazione del calcio italiano. Con la creazione della Divisione Nazionale, la vecchia Prima Divisione divenne il secondo livello mentre la Seconda Divisione divenne il terzo.
La Carta affidò la gestione dei torneo di terzo livello a due distinti organismi: il Direttorio Divisioni Inferiori Nord, avente sede a Genova, che fu deputato all'organizzazione del campionato nelle regioni precedentemente gestite alla disciolta Lega delle Società Minori della Lega Nord; e il Direttorio Divisioni Inferiori Sud, avente sede a Roma, cui fu devoluta l'attività agonistica nelle zone centro-meridionali del paese.
Secondo la Carta di Viareggio la Seconda Divisione Nord avrebbe dovuto comprendere 36 squadre, suddivise in tre gironi da dodici. Tuttavia le società settentrionali di Prima e Seconda Divisione chiesero alla federazione di emendare la Carta affinché Prima e Seconda Divisione si svolgessero, nel Settentrione, col medesimo format di 30 squadre. A inizio settembre il nuovo presidente federale Leandro Arpinati acconsentì a tale richiesta, presumibilmente anche per mantenere in cadetteria la Triestina.
Per quanto riguarda la Seconda Divisione Sud, la Carta aveva stabilito che vi sarebbero state ammesse al massimo 32 squadre, ripartite in quattro gironi interregionali in base a criteri di vicinorietà geografica, le cui vincenti avrebbero disputato il girone finale con in palio un posto in Prima Divisione Sud mentre l'ultima sarebbe retrocessa. Tuttavia non è chiaro se, in seguito all'allargamento della Prima Divisione Sud da otto a dieci squadre, anche il regolamento della Seconda Divisione Sud avesse subito delle modifiche. Le squadre campane minori interessate a prendere parte alla Seconda Divisione Sud, preoccupate per gli oneri finanziari, si riunirono in assemblea e, ritenendo che il dimezzamento dei costi di iscrizione già concesso alle società del Sud dalla Carta fosse insufficiente, chiesero alla federazione di dimezzare tutte le tasse indistintamente. Tuttavia il Direttorio Federale, appellandosi alle carte statutarie, respinse la richiesta. Il Direttorio Divisioni Inferiori Sud stabilì il numero di gironi solo alla scadenza delle iscrizioni, fissandolo a cinque, poi ridotti a quattro.
L'organico dei tre gironi del Nord fu costituito, dopo il succitato emendamento alla Carta, dalle diciotto peggiori partecipanti alla precedente edizione della Seconda Divisione, e da dodici squadre provenienti dalla Terza Divisione per un totale di 30 squadre. Le ventotto società che diedero vita ai quattro gironi del Sud provenivano invece in gran parte dalla Seconda Divisione, mentre la Messinese e lo Stabia provenivano addirittura dalla Prima Divisione; alcune squadre, infine, provenivano dalla Terza Divisione o non risultavano aver disputato alcun campionato federale nella stagione 1925-1926.
I quattro gironi della Lega Sud furono vinti dal Tiferno, dal Terni, dal Savoia e dalla Messinese che si qualificarono al girone finale che metteva in palio un solo posto per la promozione nel torneo cadetto. Alla fine fu il Terni ad avere la meglio battendo nello spareggio i campani del Savoia. Però, in seguito a una serie di fallimenti finanziari che aveva spazzato via, nel girone meridionale di Prima Divisione, ogni sodalizio ad eccezione delle squadre pugliesi, furono ripescate in cadetteria il Savoia, la Messinese e il Tivoli (anche se i messinesi furono esclusi alla vigilia della prima giornata per il campo non a norma e sostituiti dalla Fiorentina).

## Direttorio Divisioni Inferiori Nord
Il campionato fu strutturato su tre gironi da dieci squadre ciascuno. Era prevista la promozione delle tre vincitrici e la retrocessione delle ultime due classificate di ogni girone.

### Girone A

#### Squadre partecipanti
| Club            | Stagione | Città                         | Stadio                 | Stagione precedente                         |
| --------------- | -------- | ----------------------------- | ---------------------- | ------------------------------------------- |
| Carrarese       | dettagli | Carrara (MS)                  | -                      | 2º posto in Terza Divisione/fin.B, promossa |
| Corniglianese   | dettagli | Genova, quartiere Cornigliano | -                      | 7º posto in Seconda Divisione/B             |
| Genovese        | dettagli | Genova                        | -                      | 4º posto in Terza Divisione/fin.D, ammessa  |
| La Nicese       | dettagli | Nizza Monferrato (AL)         | -                      | 1º posto in Terza Divisione/fin.D, promossa |
| Rapallo Ruentes | dettagli | Rapallo (GE)                  | -                      | 1º posto in Terza Divisione/fin.B, promossa |
| Rivarolese      | dettagli | Genova, quartiere Rivarolo    | -                      | 9º posto in Seconda Divisione/B, riammessa  |
| Le Signe        | dettagli | Signa (FI)                    | -                      | 4º posto in Terza Divisione/fin.B, promossa |
| Vado            | dettagli | Vado Ligure (GE)              | -                      | 10º posto in Seconda Divisione/B, riammesso |
| Valenzana       | dettagli | Valenza Po (AL)               | -                      | 8º posto in Seconda Divisione/B             |
| Viareggio       | dettagli | Viareggio (LU)                | Campo di Villa Rigutti | 10º posto in Seconda Divisione/C, riammesso |

#### Classifica finale
|  | Pos. | Squadra         | Pt | G  | V  | N | P | GF | GS | DR  |
|  | ---- | --------------- | -- | -- | -- | - | - | -- | -- | --- |
|  | 1.   | Carrarese       | 25 | 18 | 10 | 5 | 3 | 43 | 19 | +24 |
|  | 2.   | Valenzana       | 22 | 18 | 10 | 2 | 6 | 45 | 27 | +18 |
|  | 3.   | Corniglianese   | 21 | 18 | 9  | 2 | 6 | 32 | 21 | +11 |
|  | 4.   | Viareggio       | 19 | 18 | 6  | 7 | 5 | 30 | 29 | +1  |
|  | 5.   | Vado            | 18 | 18 | 7  | 4 | 7 | 29 | 35 | -6  |
|  | 5.   | Rapallo Ruentes | 18 | 18 | 7  | 4 | 7 | 25 | 31 | -6  |
|  | 7.   | Rivarolese      | 16 | 18 | 7  | 2 | 9 | 34 | 34 | 0   |
|  | 8.   | Le Signe        | 15 | 18 | 6  | 3 | 9 | 28 | 38 | -10 |
|  | 9.   | La Nicese       | 13 | 18 | 4  | 5 | 9 | 19 | 31 | -12 |
|  | 9.   | Genovese        | 13 | 18 | 3  | 7 | 8 | 19 | 39 | -20 |

Legenda:
      Promosso in Prima Divisione e qualificato al girone finale nord.
      Retrocesso in Terza Divisione.
Regolamento:
Due punti a vittoria, uno a pareggio, zero a sconfitta.
Pari merito in caso di pari punti. In caso di piazzamenti a pari punti nelle posizioni che attribuivano un titolo sportivo (promozione o retrocessione), si disputavano uno o più spareggi in campo neutro.
Note:
Il Valenzana fu poi ammesso in Prima Divisione a completamento degli organici.
La Nicese e Genovese riammesse in Seconda Divisione a completamento degli organici.

### Girone B

#### Squadre partecipanti
| Club             | Stagione | Città              | Stadio                       | Stagione precedente                         |
| ---------------- | -------- | ------------------ | ---------------------------- | ------------------------------------------- |
| Abbiategrasso    | dettagli | Abbiategrasso (MI) | Campo Sportivo "G.Cocini"    | 2º posto in Terza Divisione/fin.D, promosso |
| Canottieri Lecco | dettagli | Lecco (CO)         | Campo Sportivo ai Cantarelli | 8º posto in Seconda Divisione/A             |
| Codogno          | dettagli | Codogno (MI)       | Campo di viale Umberto I     | 3º posto in Terza Divisione/fin.D, ammesso  |
| Crema            | dettagli | Crema (CR)         | Campo di via Milano          | 8º posto in Seconda Divisione/C             |
| Fanfulla         | dettagli | Lodi (MI)          | Stadio Dossenina             | 9º posto in Seconda Divisione/A, riammesso  |
| Gonzaga          | dettagli | Gonzaga (MN)       | -                            | 9º posto in Seconda Divisione/C, riammesso  |
| Juventus Italia  | dettagli | Milano             | Campo di via Bersaglio       | 7º posto in Seconda Divisione/A             |
| Monza            | dettagli | Monza (MI)         | Campo di via Ghilini         | 10º posto in Seconda Divisione/A, riammesso |
| Piacenza         | dettagli | Piacenza           | Campo Barriera Genova        | 7º posto in Seconda Divisione/C             |
| Trevigliese      | dettagli | Treviglio (BG)     | Campo di via Milano          | 11º posto in Seconda Divisione/C, riammessa |

#### Classifica finale
|  | Pos. | Squadra          | Pt | G  | V  | N | P  | GF | GS | DR  |
|  | ---- | ---------------- | -- | -- | -- | - | -- | -- | -- | --- |
|  | 1.   | Monza            | 25 | 18 | 9  | 7 | 2  | 37 | 17 | +20 |
|  | 2.   | Canottieri Lecco | 24 | 18 | 11 | 2 | 5  | 42 | 25 | +17 |
|  | 3.   | Codogno          | 23 | 18 | 11 | 1 | 6  | 41 | 36 | +5  |
|  | 4.   | Crema            | 22 | 18 | 10 | 2 | 6  | 53 | 24 | +29 |
|  | 5.   | Piacenza         | 19 | 18 | 9  | 1 | 8  | 23 | 33 | -10 |
|  | 6.   | Fanfulla         | 18 | 18 | 8  | 2 | 8  | 34 | 34 | 0   |
|  | 7.   | Juventus Italia  | 15 | 18 | 7  | 2 | 9  | 32 | 31 | +1  |
|  | 8.   | Trevigliese      | 12 | 18 | 4  | 4 | 10 | 25 | 38 | -13 |
|  | 9.   | Abbiategrasso    | 12 | 18 | 3  | 6 | 9  | 24 | 45 | -21 |
|  | 10.  | Gonzaga          | 9  | 18 | 4  | 1 | 13 | 25 | 52 | -27 |

Legenda:
      Promosso in Prima Divisione e qualificato al girone finale nord.
      Retrocesso in Terza Divisione.
Regolamento:
Due punti a vittoria, uno a pareggio, zero a sconfitta.
Pari merito in caso di pari punti. In caso di piazzamenti a pari punti nelle posizioni che attribuivano un titolo sportivo (promozione o retrocessione), si disputavano uno o più spareggi in campo neutro.
Note:
Il Canottieri Lecco è stato poi ammesso in Prima Divisione a completamento degli organici.
L'Abbiategrasso è stato poi riammeso in Seconda Divisione a completamento degli organici.

#### Spareggi

##### Spareggio retrocessione
|             | Risultati |               | Luogo e data          |
| ----------- | --------- | ------------- | --------------------- |
| Trevigliese | 4 - 1     | Abbiategrasso | Milano, 8 maggio 1927 |
|             |           |               |                       |

### Girone C

#### Squadre partecipanti
| Club          | Stagione | Città           | Stadio                      | Stagione precedente                          |
| ------------- | -------- | --------------- | --------------------------- | -------------------------------------------- |
| Copparese     | dettagli | Copparo (FE)    | Campo di viale Carducci     | 5º posto in Terza Divisione/fin.C, ammessa   |
| Dolo          | dettagli | Dolo (VE)       | Campo di via Cairoli        | 10º posto in Seconda Divisione/D, riammesso  |
| Edera Trieste | dettagli | Trieste         | Campo Edera (San Giovanni)  | 8º posto in Seconda Divisione/D              |
| Faenza        | dettagli | Faenza (RA)     | Campo di Piazza d'Armi      | 3º posto in Terza Divisione/fin.B, promosso  |
| Fiume         | dettagli | Fiume           | Stadio Cantrida             | 2º posto in Terza Divisione/fin.C, promosso  |
| Ponziana      | dettagli | Trieste         | Campo Passeggio Sant'Andrea | 1º posto in Terza Divisione/fin.C, promossa  |
| Pordenone     | dettagli | Pordenone (PdF) | Stadio del Littorio         | 3º posto in Terza Divisione/fin.C, ammesso   |
| Pro Gorizia   | dettagli | Gorizia (PdF)   | Campo di via Lantieri       | 7º posto in Seconda Divisione/D              |
| Tita Fumei    | dettagli | Padova          | Campo di via Carducci       | 4º posto in Terza Divisione/fin.C, riammesso |
| Vicenza       | dettagli | Vicenza         | Campo di viale Verona       | 9º posto in Seconda Divisione/D, riammesso   |

#### Classifica finale
|  | Pos. | Squadra        | Pt | G  | V  | N | P  | GF | GS | DR  |
|  | ---- | -------------- | -- | -- | -- | - | -- | -- | -- | --- |
|  | 1.   | Ponziana       | 30 | 18 | 12 | 6 | 0  | 57 | 19 | +38 |
|  | 2.   | Edera Trieste  | 27 | 18 | 11 | 5 | 2  | 63 | 17 | +46 |
|  | 3.   | Vicenza        | 22 | 18 | 10 | 2 | 6  | 31 | 31 | 0   |
|  | 4.   | Tita Fumei     | 19 | 18 | 8  | 3 | 7  | 42 | 35 | +7  |
|  | 5.   | Faenza         | 19 | 18 | 7  | 5 | 6  | 26 | 27 | -1  |
|  | 6.   | Pro Gorizia    | 18 | 18 | 6  | 6 | 6  | 36 | 27 | +9  |
|  | 7.   | Fiume          | 15 | 18 | 6  | 3 | 9  | 31 | 36 | -5  |
|  | 7.   | Pordenone      | 15 | 18 | 5  | 5 | 8  | 26 | 38 | -12 |
|  | 9.   | Dolo           | 14 | 18 | 6  | 2 | 10 | 26 | 49 | -23 |
|  | 10.  | Copparese (-1) | 0  | 18 | 0  | 1 | 17 | 8  | 65 | -57 |

Legenda:
      Promosso in Prima Divisione e qualificato al girone finale nord.
      Retrocesso in Terza Divisione.
Regolamento:
Due punti a vittoria, uno a pareggio, zero a sconfitta.
Pari merito in caso di pari punti. In caso di piazzamenti a pari punti nelle posizioni che attribuivano un titolo sportivo (promozione o retrocessione), si disputavano uno o più spareggi in campo neutro.
Note:
Il Copparese ha scontato 1 punto di penalizzazione.
Il Dolo fu poi ripescato in Seconda Divisione a completamento degli organici.

#### Risultati

##### Tabellone
|             | Cop  | Dol  | Ede  | Fae  | Fiu  | Pon  | Por  | Pro  | Tit  | Vic  |
| ----------- | ---- | ---- | ---- | ---- | ---- | ---- | ---- | ---- | ---- | ---- |
| Copparese   | –––– | 0-2  | 0-4  | 1-5  | 0-2  | 1-4  | 0-2  | 2-5  | 0-2  | 0-2  |
| Dolo        | 6-0  | –––– | 0-6  | 3-1  | 1-1  | 2-3  | 3-1  | 2-2  | 2-3  | 0-1  |
| Edera       | 4-0  | 7-0  | –––– | 5-1  | 5-2  | 1-1  | 3-0  | 7-1  | 9-0  | 6-0  |
| Faenza      | 2-0  | 1-0  | 2-0  | –––– | 3-0  | 1-3  | 0-0  | 1-1  | 2-1  | 2-2  |
| Fiume       | 3-0  | 1-2  | 1-1  | 3-0  | –––– | 4-4  | 3-0  | 1-0  | 1-4  | 5-1  |
| Ponziana    | 12-2 | 3-0  | 1-1  | 3-0  | 2-0  | –––– | 2-0  | 1-0  | 1-1  | 3-1  |
| Pordenone   | 2-2  | 0-2  | 1-1  | 1-3  | 2-1  | 2-2  | –––– | 1-1  | 5-2  | 1-0  |
| Pro Gorizia | 2-0  | 5-1  | 1-2  | 1-1  | 5-0  | 1-1  | 5-2  | –––– | 4-1  | 0-2  |
| Tita Fumei  | 2-0  | 8-0  | 5-0  | 2-2  | 3-2  | 0-2  | 6-1  | 0-0  | –––– | 1-2  |
| Vicenza     | 2-0  | 1-0  | 1-1  | 3-1  | 3-1  | 2-3  | 2-5  | 4-1  | 2-1  | –––– |

##### Calendario
| Andata (1ª) | Andata (1ª) | Prima giornata      | Ritorno (10ª) | Ritorno (10ª) |
|             |             |                     |               |               |
| 7 nov.      | 1-4         | Copparese-Ponziana  | 2-12          | 6 feb.        |
| 7 nov.      | 1-1         | Fiume-Edera         | 2-5           | 6 feb.        |
| 7 nov.      | 2-2         | Tita Fumei-Faenza   | 1-2           | 6 feb.        |
| 7 nov.      | 0-2         | Pordenone-Dolo      | 1-3           | 6 feb.        |
| 7 nov.      | 0-2         | Pro Gorizia-Vicenza | 1-4           | 6 feb.        |

| Andata (2ª) | Andata (2ª) | Seconda giornata     | Ritorno (11ª) | Ritorno (11ª) |
|             |             |                      |               |               |
| 14 nov.     | 0-4         | Copparese-Edera      | 0-4           | 13 feb.       |
| 14 nov.     | 1-1         | Dolo-Fiume           | 2-1           | 13 feb.       |
| 14 nov.     | 2-2         | Faenza-Vicenza       | 1-3           | 13 feb.       |
| 14 nov.     | 6-1         | Tita Fumei-Pordenone | 2-5           | 13 feb.       |
| 14 nov.     | 1-0         | Ponziana-Pro Gorizia | 1-1           | 13 feb.       |

| Andata (3ª) | Andata (3ª) | Terza giornata        | Ritorno (12ª) | Ritorno (12ª) |
|             |             |                       |               |               |
| 21 nov.     | 1-0         | Faenza-Dolo           | 1-3           | 27 feb.       |
| 21 nov.     | 4-4         | Fiume-Ponziana        | 0-2           | 27 feb.       |
| 21 nov.     | 5-0         | Tita Fumei-Edera      | 0-9           | 27 feb.       |
| 21 nov.     | 5-2         | Pro Gorizia-Pordenone | 1-1           | 27 feb.       |
| 9 gen.      | 2-0         | Vicenza-Copparese     | 2-0           | 27 feb.       |

| Andata (4ª) | Andata (4ª) | Quarta giornata       | Ritorno (13ª) | Ritorno (13ª) |
|             |             |                       |               |               |
| 16 gen.     | 2-5         | Copparese-Pro Gorizia | 0-2           | 6 mar.        |
| 28 nov.     | 0-1         | Dolo-Vicenza          | 0-1           | 6 mar.        |
| 28 nov.     | 2-0         | Faenza-Edera          | 1-5           | 20 feb.       |
| 28 nov.     | 1-1         | Ponziana-Tita Fumei   | 2-0           | 10 apr.       |
| 28 nov.     | 2-1         | Pordenone-Fiume       | 0-3           | 3 apr.        |

| Andata (5ª) | Andata (5ª) | Quinta giornata    | Ritorno (14ª) | Ritorno (14ª) |
|             |             |                    |               |               |
| 5 dic.      | 3-0         | Edera-Pordenone    | 1-1           | 27 mar.       |
| 5 dic.      | 1-1         | Faenza-Pro Gorizia | 1-1           | 13 mar.       |
| 5 dic.      | 3-0         | Fiume-Copparese    | 2-0           | 13 mar.       |
| 5 dic.      | 8-0         | Tita Fumei-Dolo    | 3-2           | 17 apr.       |
| 5 dic.      | 2-3         | Vicenza-Ponziana   | 1-3           | 13 mar.       |

| Andata (6ª) | Andata (6ª) | Sesta giornata         | Ritorno (15ª) | Ritorno (15ª) |
|             |             |                        |               |               |
| 12 dic.     | 6-0         | Dolo-Copparese         | 2-0           | 20 mar.       |
| 12 dic.     | 1-1         | Edera-Ponziana         | 1-1           | 3 apr.        |
| 12 dic.     | 3-0         | Fiume-Faenza           | 0-3           | 20 mar.       |
| 12 dic.     | 4-1         | Pro Gorizia-Tita Fumei | 0-0           | 3 apr.        |
| 12 dic.     | 2-5         | Vicenza-Pordenone      | 0-1           | 20 mar.       |

| Andata (7ª) | Andata (7ª) | Settima giornata    | Ritorno (16ª) | Ritorno (16ª) |
|             |             |                     |               |               |
| 19 dic.     | 0-6         | Dolo-Edera          | 0-7           | 24 apr.       |
| 19 dic.     | 3-0         | Ponziana-Faenza     | 3-1           | 24 apr.       |
| 19 dic.     | 2-2         | Pordenone-Copparese | 2-0           | 24 apr.       |
| 19 dic.     | 5-0         | Pro Gorizia-Fiume   | 0-1           | 24 apr.       |
| 19 dic.     | 2-1         | Vicenza-Tita Fumei  | 2-1           | 24 apr.       |

| Andata (8ª) | Andata (8ª) | Ottava giornata    | Ritorno (17ª) | Ritorno (17ª) |
|             |             |                    |               |               |
| 23 gen.     | 1-5         | Copparese-Faenza   | 0-2           | 1 mag.        |
| 10 apr.     | 2-2         | Dolo-Pro Gorizia   | 1-5           | 1 mag.        |
| 30 gen.     | 6-0         | Edera-Vicenza      | 1-1           | 1 mag.        |
| 26 dic.     | 1-4         | Fiume-Tita Fumei   | 2-3           | 1 mag.        |
| 26 dic.     | 2-2         | Pordenone-Ponziana | 0-2           | 1 mag.        |

| \| Andata (9ª) \| Andata (9ª) \| Nona giornata \| Ritorno (18ª) \| Ritorno (18ª) \| \| \| \| \| \| \| \| 2 gen. \| 0-0 \| Faenza-Pordenone \| 3-1 \| 8 mag. \| \| 2 gen. \| 2-0 \| Tita Fumei-Copparese \| 2-0 \| 8 mag. \| \| 2 gen. \| 3-0 \| Ponziana-Dolo \| 3-2 \| 8 mag. \| \| 2 gen. \| 1-2 \| Pro Gorizia-Edera \| 1-7 \| 8 mag. \| \| 2 gen. \| 3-1 \| Vicenza-Fiume \| 1-5 \| 8 mag. \| |             |                      |               |               |
| Andata (9ª) | Andata (9ª) | Nona giornata        | Ritorno (18ª) | Ritorno (18ª) |
| |             |                      |               |               |
| 2 gen. | 0-0         | Faenza-Pordenone     | 3-1           | 8 mag.        |
| 2 gen. | 2-0         | Tita Fumei-Copparese | 2-0           | 8 mag.        |
| 2 gen. | 3-0         | Ponziana-Dolo        | 3-2           | 8 mag.        |
| 2 gen. | 1-2         | Pro Gorizia-Edera    | 1-7           | 8 mag.        |
| 2 gen. | 3-1         | Vicenza-Fiume        | 1-5           | 8 mag.        |

### Finali Nord
|        | Pos. | Squadra   | Pt       | G | V | N | P | GF | GS | DR |
| ------ | ---- | --------- | -------- | - | - | - | - | -- | -- | -- |
|        | 1.   | Monza     | 2        | 2 | 1 | 0 | 1 | 6  | 3  | +3 |
|        | 2.   | Ponziana  | 2        | 2 | 1 | 0 | 1 | 3  | 6  | -3 |
| [ 13 ] | --   | Carrarese | Ritirata |   |   |   |   |    |    |    |

Legenda:
      Va agli spareggi per il titolo 1926-1927.
Regolamento:
Due punti a vittoria, uno a pareggio, zero a sconfitta.
Pari merito in caso di pari punti. In caso di piazzamenti a pari punti nelle posizioni che attribuivano un titolo sportivo (promozione o retrocessione), si disputavano uno o più spareggi in campo neutro.

#### Risultati
|          | Risultati |          | Luogo e data           |
| -------- | --------- | -------- | ---------------------- |
| Monza    | 5-1       | Ponziana | Monza, 26 giugno 1927  |
| Ponziana | 2-1       | Monza    | Trieste, 3 luglio 1927 |
|          |           |          |                        |

#### Spareggi per il titolo nord
|          | Risultati |       | Luogo e data            |
| -------- | --------- | ----- | ----------------------- |
| Ponziana | 2-3 (dts) | Monza | Trieste, 10 luglio 1927 |
|          |           |       |                         |

## Direttorio Divisioni Inferiori Sud
Il campionato fu strutturato su quattro gironi per un totale di 27 squadre complessive. Era prevista la retrocessione delle squadre ultime classificate, mentre le prime accedevano al girone finale che avrebbe dovuto mettere in palio una promozione.

### Girone A

#### Squadre partecipanti
| Club              | Stagione | Città                        | Stadio | Stagione precedente                           |
| ----------------- | -------- | ---------------------------- | ------ | --------------------------------------------- |
| Perugia           | dettagli | Perugia                      | -      | 3º posto in Seconda Divisione Umbria          |
| Pippo Massangioli | dettagli | Chieti                       | -      | 3º posto in Seconda Divisione Abruzzo         |
| G.C. Pratolani    | dettagli | Pratola Peligna (AQ)         | -      | 1º posto in Seconda Divisione Abruzzo         |
| Rosburghese       | dettagli | Rosburgo di Montepagano (TE) | -      | 1º posto in Terza Divisione Abruzzo, promossa |
| Stamura           | dettagli | Ancona                       | -      | 1º posto in Seconda Divisione Marche          |
| Tiferno           | dettagli | Città di Castello (PG)       | -      | 2º posto in Seconda Divisione Umbria          |
| Tito Acerbo       | dettagli | Pescara                      | -      | 2º posto in Seconda Divisione Abruzzo         |
| Zara              | dettagli | Zara                         | -      | Attività amichevole in Dalmazia               |

#### Classifica finale
|  | Pos. | Squadra           | Pt       | G  | V | N | P  | GF | GS | DR  |
|  | ---- | ----------------- | -------- | -- | - | - | -- | -- | -- | --- |
|  | 1.   | Tiferno           | 17       | 10 | 8 | 1 | 1  | 19 | 4  | +15 |
|  | 2.   | Pippo Massangioli | 12       | 10 | 6 | 0 | 4  | 16 | 17 | -1  |
|  | 3.   | Rosburghese       | 11       | 10 | 5 | 1 | 4  | 15 | 13 | +2  |
|  | 4.   | Zara              | 9        | 10 | 4 | 1 | 5  | 15 | 13 | +2  |
|  | 4.   | Stamura           | 9        | 10 | 4 | 1 | 5  | 16 | 18 | -2  |
|  | 6.   | Tito Acerbo       | 0        | 10 | 0 | 0 | 10 | 0  | 20 | -20 |
|  | --   | Perugia           | Ritirata |    |   |   |    |    |    |     |
|  | --   | Pratolani         | Radiata  |    |   |   |    |    |    |     |

Legenda:
      Qualificato al girone finale sud.
Regolamento:
Due punti a vittoria, uno a pareggio, zero a sconfitta.
Pari merito in caso di pari punti. In caso di piazzamenti a pari punti nelle posizioni che attribuivano un titolo sportivo (promozione o retrocessione), si disputavano uno o più spareggi in campo neutro.
Note:
La Rosburghese fu riconosciuta colpevole di illecito sportivo ed esclusa dal campionato assegnandole perse a tavolino (0-2) le due gare rimanenti dopo l'8ª giornata, l'esclusione tuttavia non le azzerarò i punti in classifica.
Il Tito Acerbo fu riconosciuto colpevole di illecito sportivo assegnandole perse a tavolino (0-2) tutte le gare rimanenti dopo la 7ª giornata e fu radiata dai ruoli federali.
Il Pratolani inviò domanda di iscrizione ma si disciolse per decreto prefettizio in data 30 novembre 1926 prima della composizione dei gironi (quindi attribuirlo al girone A è arbitrario).
Il Perugia si ritira prima dell'inizio del campionato a calendario già stilato. Avendo già pagato sia la tasse di affiliazione che le tasse obbligatorie in caso di rinuncia non viene radiata dai ruoli federali mantenendo sia la categoria di merito che il proprio parco giocatori avendo continuato l'attività sportiva a livello locale disputando vari tornei.
Lo Zara non rinnovò l’affiliazione alla FIGC per gli onerosi costi logistici cui era obbligato.

#### Risultati
| andata (1ª) | andata (1ª)  | 1ª giornata         | ritorno (8ª) | ritorno (8ª) |
|             |              |                     |              |              |
| 26 dic.     | n.d.         | Perugia-Tiferno     | n.d.         | 6 mar.       |
| 26 dic.     | -            | Massangioli-Stamura | 2-0          | 6 mar.       |
| 26 dic.     | -            | Acerbo-Rosburghese  | -            | 6 mar.       |
| 26 dic.     | Riposa: Zara |                     |              | 6 mar.       |

| andata (2ª) | andata (2ª)     | 2ª giornata        | ritorno (9ª) | ritorno (9ª) |
|             |                 |                    |              |              |
| 2 gen.      | 2-1             | Acerbo-Massangioli | 0-2          | 13 mar.      |
| 2 gen.      | -               | Stamura-Tiferno    | 0-1          | 13 mar.      |
| 2 gen.      | 3-2             | Rosburghese-Zara   | 0-2          | 13 mar.      |
| 2 gen.      | Riposa: Perugia |                    |              | 13 mar.      |

| andata (1ª) | andata (1ª)  | 1ª giornata         | ritorno (8ª) | ritorno (8ª) |
|             |              |                     |              |              |
| 26 dic.     | n.d.         | Perugia-Tiferno     | n.d.         | 6 mar.       |
| 26 dic.     | -            | Massangioli-Stamura | 2-0          | 6 mar.       |
| 26 dic.     | -            | Acerbo-Rosburghese  | -            | 6 mar.       |
| 26 dic.     | Riposa: Zara |                     |              | 6 mar.       |

| andata (2ª) | andata (2ª)     | 2ª giornata        | ritorno (9ª) | ritorno (9ª) |
|             |                 |                    |              |              |
| 2 gen.      | 2-1             | Acerbo-Massangioli | 0-2          | 13 mar.      |
| 2 gen.      | -               | Stamura-Tiferno    | 0-1          | 13 mar.      |
| 2 gen.      | 3-2             | Rosburghese-Zara   | 0-2          | 13 mar.      |
| 2 gen.      | Riposa: Perugia |                    |              | 13 mar.      |

| andata (3ª) | andata (3ª) | 3ª giornata         | ritorno (10ª) | ritorno (10ª) |
|             |             |                     |               |               |
| 9 gen.      | 1-2         | Stamura-Acerbo      | 2-0           | 20 mar.       |
| 9 gen.      | n.d.        | Zara-Perugia        | n.d.          | 20 mar.       |
| 9 gen.      | 2-1         | Rosburghese-Tiferno | 0-2           | 20 mar.       |
| 9 gen.      | Riposa:     |                     |               | 20 mar.       |

| andata (4ª) | andata (4ª)    | 4ª giornata         | ritorno (11ª) | ritorno (11ª) |
|             |                |                     |               |               |
| 16 gen.     | 0-1            | Massangioli-Tiferno | 0-1           | 27 mar.       |
| 16 gen.     | n.d.           | Perugia-Rosburghese | n.d.          | 27 mar.       |
| 16 gen.     | 2-1            | Stamura-Zara        | 1-4           | 27 mar.       |
| 16 gen.     | Riposa: Acerbo |                     |               | 27 mar.       |

| andata (3ª) | andata (3ª) | 3ª giornata         | ritorno (10ª) | ritorno (10ª) |
|             |             |                     |               |               |
| 9 gen.      | 1-2         | Stamura-Acerbo      | 2-0           | 20 mar.       |
| 9 gen.      | n.d.        | Zara-Perugia        | n.d.          | 20 mar.       |
| 9 gen.      | 2-1         | Rosburghese-Tiferno | 0-2           | 20 mar.       |
| 9 gen.      | Riposa:     |                     |               | 20 mar.       |

| andata (4ª) | andata (4ª)    | 4ª giornata         | ritorno (11ª) | ritorno (11ª) |
|             |                |                     |               |               |
| 16 gen.     | 0-1            | Massangioli-Tiferno | 0-1           | 27 mar.       |
| 16 gen.     | n.d.           | Perugia-Rosburghese | n.d.          | 27 mar.       |
| 16 gen.     | 2-1            | Stamura-Zara        | 1-4           | 27 mar.       |
| 16 gen.     | Riposa: Acerbo |                     |               | 27 mar.       |

| andata (5ª) | andata (5ª)         | 5ª giornata      | ritorno (12ª) | ritorno (12ª) |
|             |                     |                  |               |               |
| 23 gen.     | 1-3                 | Zara-Massangioli | 0-2           | 3 apr.        |
| 23 gen.     | n.d.                | Perugia-Stamura  | n.d.          | 3 apr.        |
| 23 gen.     | 2-1                 | Acerbo-Tiferno   | 0-2           | 3 apr.        |
| 23 gen.     | Riposa: Rosburghese |                  |               | 3 apr.        |

| andata (6ª) | andata (6ª)     | 6ª giornata         | ritorno (13ª) | ritorno (13ª) |
|             |                 |                     |               |               |
| 30 gen.     | 2-1             | Zara-Acerbo         | 2-0           | 8 mag.        |
| 30 gen.     | n.d.            | Perugia-Massangioli | n.d.          | 8 mag.        |
| 30 gen.     | -               | Stamura-Rosburghese | 0-2           | 8 mag.        |
| 30 gen.     | Riposa: Tiferno |                     |               | 8 mag.        |

| andata (5ª) | andata (5ª)         | 5ª giornata      | ritorno (12ª) | ritorno (12ª) |
|             |                     |                  |               |               |
| 23 gen.     | 1-3                 | Zara-Massangioli | 0-2           | 3 apr.        |
| 23 gen.     | n.d.                | Perugia-Stamura  | n.d.          | 3 apr.        |
| 23 gen.     | 2-1                 | Acerbo-Tiferno   | 0-2           | 3 apr.        |
| 23 gen.     | Riposa: Rosburghese |                  |               | 3 apr.        |

| andata (6ª) | andata (6ª)     | 6ª giornata         | ritorno (13ª) | ritorno (13ª) |
|             |                 |                     |               |               |
| 30 gen.     | 2-1             | Zara-Acerbo         | 2-0           | 8 mag.        |
| 30 gen.     | n.d.            | Perugia-Massangioli | n.d.          | 8 mag.        |
| 30 gen.     | -               | Stamura-Rosburghese | 0-2           | 8 mag.        |
| 30 gen.     | Riposa: Tiferno |                     |               | 8 mag.        |

| \| andata (7ª) \| andata (7ª) \| 7ª giornata \| ritorno (14ª) \| ritorno (14ª) \| \| \| \| \| \| \| \| 6 feb. \| n.d. \| Perugia-Acerbo \| n.d. \| 15 mag. \| \| 6 feb. \| 1-1 \| Tiferno-Zara \| 1-0 \| 15 mag. \| \| 6 feb. \| 3-1 \| Massangioli-Rosburghese \| 1-5 \| 15 mag. \| \| 6 feb. \| Riposa: Stamura \| \| \| 15 mag. \| |                 |                         |               |               |
| andata (7ª) | andata (7ª)     | 7ª giornata             | ritorno (14ª) | ritorno (14ª) |
| |                 |                         |               |               |
| 6 feb. | n.d.            | Perugia-Acerbo          | n.d.          | 15 mag.       |
| 6 feb. | 1-1             | Tiferno-Zara            | 1-0           | 15 mag.       |
| 6 feb. | 3-1             | Massangioli-Rosburghese | 1-5           | 15 mag.       |
| 6 feb. | Riposa: Stamura |                         |               | 15 mag.       |

| andata (7ª) | andata (7ª)     | 7ª giornata             | ritorno (14ª) | ritorno (14ª) |
|             |                 |                         |               |               |
| 6 feb.      | n.d.            | Perugia-Acerbo          | n.d.          | 15 mag.       |
| 6 feb.      | 1-1             | Tiferno-Zara            | 1-0           | 15 mag.       |
| 6 feb.      | 3-1             | Massangioli-Rosburghese | 1-5           | 15 mag.       |
| 6 feb.      | Riposa: Stamura |                         |               | 15 mag.       |

### Girone B

#### Squadre partecipanti
| Club            | Stagione | Città              | Stadio                       | Stagione precedente                                |
| --------------- | -------- | ------------------ | ---------------------------- | -------------------------------------------------- |
| Ardita Roma     | dettagli | Roma               | -                            | 5º posto in Seconda Divisione Lazio                |
| Civitavecchiese | dettagli | Civitavecchia (RM) | -                            | 3º posto in Seconda Divisione Lazio                |
| Juventus Roma   | dettagli | Roma               | -                            | 1º nel girone A in Terza Divisione Lazio, ammessa  |
| US Romana       | dettagli | Roma               | -                            | 1º nel girone B in Terza Divisione Lazio, promossa |
| Terni           | dettagli | Terni              | Campo sportivo di viale Brin | 1º posto in Seconda Divisione Umbria               |
| Tivoli          | dettagli | Tivoli (RM)        | -                            | 1º posto in Seconda Divisione Lazio                |
| Virtus Goliarda | inattiva | Roma               | -                            | 4º posto in Seconda Divisione Lazio                |
| Vittoria Roma   | dettagli | Roma               | -                            | 2ª nel girone A in Terza Divisione Lazio, ammessa  |

#### Classifica finale
|  | Pos. | Squadra         | Pt | G  | V | N | P | GF | GS | DR |
|  | ---- | --------------- | -- | -- | - | - | - | -- | -- | -- |
|  | 1.   | Terni           | 19 | 12 | . | . | . | .. | .. | ?  |
|  | 2.   | US Romana       | 16 | 12 | . | . | . | .. | .. | ?  |
|  | 3.   | Ardita Roma     | 13 | 12 | . | . | . | .. | .. | ?  |
|  | 4.   | Vittoria Roma   | 10 | 12 | . | . | . | .. | .. | ?  |
|  | 5.   | Civitavecchiese | 9  | 12 | . | . | . | .. | .. | ?  |
|  | 5.   | Juventus Roma   | 9  | 12 | . | . | . | .. | .. | ?  |
|  | 7.   | Tivoli          | 8  | 12 | . | . | . | .. | .. | ?  |

Legenda:
      Qualificato al girone finale sud.
      Retrocesso in Terza Divisione.
Regolamento:
Due punti a vittoria, uno a pareggio, zero a sconfitta.
Pari merito in caso di pari punti. In caso di piazzamenti a pari punti nelle posizioni che attribuivano un titolo sportivo (promozione o retrocessione), si disputavano uno o più spareggi in campo neutro.
Note:
Il Tivoli fu poi ripescato in Prima Divisione 1927-1928 poiché tutte le altre squadre di Seconda Divisione, ad eccezione del Savoia, rifiutarono l'ammissione alla categoria cadetta.

#### Risultati
| andata (1ª) | andata (1ª)           | 1ª giornata     | ritorno (8ª) | ritorno (8ª) |
|             |                       |                 |              |              |
| 26 dic.     | 1-1                   | Ardita-Romana   | 1-2          | 6 mar.       |
| 26 dic.     | 1-0                   | Terni-Vittoria  | 1-0          | 6 mar.       |
| 26 dic.     | 3-4                   | Tivoli-Juventus | 4-0          | 6 mar.       |
| 26 dic.     | Riposa: Civitavecchia |                 |              | 6 mar.       |

| andata (2ª) | andata (2ª)      | 2ª giornata          | ritorno (9ª) | ritorno (9ª) |
|             |                  |                      |              |              |
| 2 gen.      | 0-1              | Romana-Terni         | 1-2          | 13 mar.      |
| 2 gen.      | 1-1              | Vittoria-Tivoli      | 1-2          | 13 mar.      |
| 2 gen.      | 2-2              | Ardita-Civitavecchia | 1-1          | 13 mar.      |
| 2 gen.      | Riposa: Juventus |                      |              | 13 mar.      |

| andata (1ª) | andata (1ª)           | 1ª giornata     | ritorno (8ª) | ritorno (8ª) |
|             |                       |                 |              |              |
| 26 dic.     | 1-1                   | Ardita-Romana   | 1-2          | 6 mar.       |
| 26 dic.     | 1-0                   | Terni-Vittoria  | 1-0          | 6 mar.       |
| 26 dic.     | 3-4                   | Tivoli-Juventus | 4-0          | 6 mar.       |
| 26 dic.     | Riposa: Civitavecchia |                 |              | 6 mar.       |

| andata (2ª) | andata (2ª)      | 2ª giornata          | ritorno (9ª) | ritorno (9ª) |
|             |                  |                      |              |              |
| 2 gen.      | 0-1              | Romana-Terni         | 1-2          | 13 mar.      |
| 2 gen.      | 1-1              | Vittoria-Tivoli      | 1-2          | 13 mar.      |
| 2 gen.      | 2-2              | Ardita-Civitavecchia | 1-1          | 13 mar.      |
| 2 gen.      | Riposa: Juventus |                      |              | 13 mar.      |

| andata (3ª) | andata (3ª)    | 3ª giornata            | ritorno (10ª) | ritorno (10ª) |
|             |                |                        |               |               |
| 9 gen.      | 2-1            | Vittoria-Romana        | 1-1           | 20 mar.       |
| 9 gen.      | 2-0            | Ardita-Terni           | 0-2           | 20 mar.       |
| 9 gen.      | 7-0            | Juventus-Civitavecchia | 1-2           | 20 mar.       |
| 9 gen.      | Riposa: Tivoli |                        |               | 20 mar.       |

| andata (4ª) | andata (4ª)      | 4ª giornata         | ritorno (11ª) | ritorno (11ª) |
|             |                  |                     |               |               |
| 16 gen.     | 4-0              | Romana-Tivoli       | 1-1           | 27 mar.       |
| 16 gen.     | 2-1              | Ardita-Juventus     | 1-2           | 27 mar.       |
| 16 gen.     | 3-1              | Terni-Civitavecchia | 1-2           | 27 mar.       |
| 16 gen.     | Riposa: Vittoria |                     |               | 27 mar.       |

| andata (3ª) | andata (3ª)    | 3ª giornata            | ritorno (10ª) | ritorno (10ª) |
|             |                |                        |               |               |
| 9 gen.      | 2-1            | Vittoria-Romana        | 1-1           | 20 mar.       |
| 9 gen.      | 2-0            | Ardita-Terni           | 0-2           | 20 mar.       |
| 9 gen.      | 7-0            | Juventus-Civitavecchia | 1-2           | 20 mar.       |
| 9 gen.      | Riposa: Tivoli |                        |               | 20 mar.       |

| andata (4ª) | andata (4ª)      | 4ª giornata         | ritorno (11ª) | ritorno (11ª) |
|             |                  |                     |               |               |
| 16 gen.     | 4-0              | Romana-Tivoli       | 1-1           | 27 mar.       |
| 16 gen.     | 2-1              | Ardita-Juventus     | 1-2           | 27 mar.       |
| 16 gen.     | 3-1              | Terni-Civitavecchia | 1-2           | 27 mar.       |
| 16 gen.     | Riposa: Vittoria |                     |               | 27 mar.       |

| andata (5ª) | andata (5ª)   | 5ª giornata            | ritorno (12ª) | ritorno (12ª) |
|             |               |                        |               |               |
| 23 gen.     | 1-6           | Juventus-Romana        | 1-1           | 3 apr.        |
| 23 gen.     | 2-1           | Ardita-Tivoli          | 2-1           | 3 apr.        |
| 23 gen.     | 1-1           | Civitavecchia-Vittoria | 0-1           | 3 apr.        |
| 23 gen.     | Riposa: Terni |                        |               | 3 apr.        |

| andata (6ª) | andata (6ª)    | 6ª giornata          | ritorno (13ª) | ritorno (13ª) |
|             |                |                      |               |               |
| 30 gen.     | 4-1            | Romana-Civitavecchia | 2-0           | 8 mag.        |
| 30 gen.     | 1-0            | Terni-Tivoli         | 2-1           | 8 mag.        |
| 30 gen.     | 3-1            | Vittoria-Juventus    | 0-0           | 8 mag.        |
| 30 gen.     | Riposa: Ardita |                      |               | 8 mag.        |

| andata (5ª) | andata (5ª)   | 5ª giornata            | ritorno (12ª) | ritorno (12ª) |
|             |               |                        |               |               |
| 23 gen.     | 1-6           | Juventus-Romana        | 1-1           | 3 apr.        |
| 23 gen.     | 2-1           | Ardita-Tivoli          | 2-1           | 3 apr.        |
| 23 gen.     | 1-1           | Civitavecchia-Vittoria | 0-1           | 3 apr.        |
| 23 gen.     | Riposa: Terni |                        |               | 3 apr.        |

| andata (6ª) | andata (6ª)    | 6ª giornata          | ritorno (13ª) | ritorno (13ª) |
|             |                |                      |               |               |
| 30 gen.     | 4-1            | Romana-Civitavecchia | 2-0           | 8 mag.        |
| 30 gen.     | 1-0            | Terni-Tivoli         | 2-1           | 8 mag.        |
| 30 gen.     | 3-1            | Vittoria-Juventus    | 0-0           | 8 mag.        |
| 30 gen.     | Riposa: Ardita |                      |               | 8 mag.        |

| \| andata (7ª) \| andata (7ª) \| 7ª giornata \| ritorno (14ª) \| ritorno (14ª) \| \| \| \| \| \| \| \| 6 feb. \| 5-2 \| Ardita-Vittoria \| 1-2 \| 15 mag. \| \| 6 feb. \| 5-1 \| Terni-Juventus \| 1-1 \| 15 mag. \| \| 6 feb. \| 4-0 \| Tivoli-Civitavecchia \| 2-0 \| 15 mag. \| \| 6 feb. \| Riposa: Romana \| \| \| 15 mag. \| |                |                      |               |               |
| andata (7ª) | andata (7ª)    | 7ª giornata          | ritorno (14ª) | ritorno (14ª) |
| |                |                      |               |               |
| 6 feb. | 5-2            | Ardita-Vittoria      | 1-2           | 15 mag.       |
| 6 feb. | 5-1            | Terni-Juventus       | 1-1           | 15 mag.       |
| 6 feb. | 4-0            | Tivoli-Civitavecchia | 2-0           | 15 mag.       |
| 6 feb. | Riposa: Romana |                      |               | 15 mag.       |

| andata (7ª) | andata (7ª)    | 7ª giornata          | ritorno (14ª) | ritorno (14ª) |
|             |                |                      |               |               |
| 6 feb.      | 5-2            | Ardita-Vittoria      | 1-2           | 15 mag.       |
| 6 feb.      | 5-1            | Terni-Juventus       | 1-1           | 15 mag.       |
| 6 feb.      | 4-0            | Tivoli-Civitavecchia | 2-0           | 15 mag.       |
| 6 feb.      | Riposa: Romana |                      |               | 15 mag.       |

### Girone C

#### Squadre partecipanti
| Club         | Stagione | Città                        | Stadio                | Stagione precedente                              |
| ------------ | -------- | ---------------------------- | --------------------- | ------------------------------------------------ |
| Aversana     | dettagli | Aversa (CE)                  | -                     | 5º posto in Seconda Divisione/Campania           |
| Campania FBC | dettagli | Salerno (SA)                 | -                     | Anno sabbatico in Prima Divisione Sud, esclusa   |
| Cavese       | dettagli | Cava de' Tirreni (SA)        | -Campo Sportivo Arena | Anno sabbatico in Prima Divisione Sud, esclusa   |
| Maddalonese  | dettagli | Maddaloni (CE)               | -                     | 1ª in Terza Divisione Campania, ammessa          |
| Savoia       | dettagli | Torre Annunziata (NA)        | Campo Oncino          | Anno sabbatico in Prima Divisione Sud, escluso   |
| Scafatese    | dettagli | Scafati (SA)                 | -                     | 2º posto in Seconda Divisione/Campania           |
| Stabia       | dettagli | Castellammare di Stabia (NA) | -                     | 4º posto in Prima Divisione/Campania, retrocessa |

#### Classifica finale
|  | Pos. | Squadra      | Pt | G  | V  | N | P | GF | GS | DR  |
|  | ---- | ------------ | -- | -- | -- | - | - | -- | -- | --- |
|  | 1.   | Savoia       | 23 | 12 | 11 | 1 | 0 | 40 | 7  | +33 |
|  | 2.   | Maddalonese  | 15 | 12 | 7  | 1 | 4 | 27 | 15 | +12 |
|  | 2.   | Stabia       | 15 | 12 | 7  | 1 | 4 | 22 | 18 | +4  |
|  | 4.   | Scafatese    | 11 | 12 | 4  | 2 | 6 | 15 | 18 | -3  |
|  | 5.   | Aversana     | 9  | 12 | 2  | 5 | 5 | 20 | 31 | -11 |
|  | 5.   | Campania FBC | 9  | 12 | 3  | 3 | 6 | 10 | 25 | -15 |
|  | 7.   | Cavese       | 3  | 12 | 0  | 3 | 9 | 3  | 23 | -20 |

Legenda:
      Qualificato al girone finale sud.
      Retrocesso in Terza Divisione.
Regolamento:
Due punti a vittoria, uno a pareggio, zero a sconfitta.
Pari merito in caso di pari punti.  In caso di piazzamenti a pari punti nelle posizioni che attribuivano un titolo sportivo (promozione o retrocessione), si disputavano uno o più spareggi in campo neutro.
Note:
La retrocessa Puteolana non si iscrisse al campionato pur avendone diritto, venendo così definitivamente radiata dai ruoli federali.
A stagione in corso il Campania F.B.C. si fonde coi concittadini della F.C. Libertas fondando la Salernitana.
Al termine del campionato la Cavese e la Maddalonese cessarono definitivamente l’attività.

#### Risultati

##### Tabellone
|             | Ave  | Cam  | Cav  | Mad  | Sav  | Sca  | Sta  |
| ----------- | ---- | ---- | ---- | ---- | ---- | ---- | ---- |
| Aversana    | –––– | 1-2  | 1-2  | 0-2  | 1-3  | 0-0  | 5-2  |
| Campania    | 3-3  | –––– | 1-1  | 2-5  | 0-0  | 0-3  | 0-2  |
| Cavese      | 1-1  | 0-2  | –––– | 0-1  | 0-2  | 0-2  | 0-1  |
| Maddalonese | 2-3  | 3-0  | 4-0  | –––– | 1-4  | 4-1  | 4-1  |
| Savoia      | 7-2  | 9-1  | 5-0  | 2-0  | –––– | 2-1  | 3-0  |
| Scafatese   | 2-2  | 0-1  | 3-1  | 2-1  | 0-2  | –––– | 1-3  |
| Stabia      | 6-1  | 2-1  | 1-0  | 2-2  | 0-1  | 2-0  | –––– |

##### Calendario
| andata (1ª) | andata (1ª)    | 1ª giornata          | ritorno (8ª) | ritorno (8ª) |
|             |                |                      |              |              |
| 10 apr.     | 3-0            | Maddalonese-Campania | 5-2          | 6 mar.       |
| 26 dic.     | 2-2            | Scafatese-Aversana   | 0-0          | 6 mar.       |
| 26 dic.     | 1-0            | Stabia-Cavese        | 1-0          | 6 mar.       |
| 26 dic.     | Riposa: Savoia |                      |              | 6 mar.       |

| andata (2ª) | andata (2ª)    | 2ª giornata        | ritorno (9ª) | ritorno (9ª) |
|             |                |                    |              |              |
| 2 gen.      | 5-2            | Aversana-Stabia    | 1-6          | 13 mar.      |
| 2 gen.      | 0-3            | Campania-Scafatese | 1-0          | 24 apr.      |
| 2 gen.      | 1-4            | Maddalonese-Savoia | 0-2          | 22 mag.      |
| 2 gen.      | Riposa: Cavese |                    |              |              |

| andata (1ª) | andata (1ª)    | 1ª giornata          | ritorno (8ª) | ritorno (8ª) |
|             |                |                      |              |              |
| 10 apr.     | 3-0            | Maddalonese-Campania | 5-2          | 6 mar.       |
| 26 dic.     | 2-2            | Scafatese-Aversana   | 0-0          | 6 mar.       |
| 26 dic.     | 1-0            | Stabia-Cavese        | 1-0          | 6 mar.       |
| 26 dic.     | Riposa: Savoia |                      |              | 6 mar.       |

| andata (2ª) | andata (2ª)    | 2ª giornata        | ritorno (9ª) | ritorno (9ª) |
|             |                |                    |              |              |
| 2 gen.      | 5-2            | Aversana-Stabia    | 1-6          | 13 mar.      |
| 2 gen.      | 0-3            | Campania-Scafatese | 1-0          | 24 apr.      |
| 2 gen.      | 1-4            | Maddalonese-Savoia | 0-2          | 22 mag.      |
| 2 gen.      | Riposa: Cavese |                    |              |              |

| andata (3ª) | andata (3ª) | 3ª giornata           | ritorno (10ª) | ritorno (10ª) |
|             |             |                       |               |               |
| 9 gen.      | 1-2         | Aversana-Campania     | 3-3           | 20 mar.       |
| 9 gen.      | 0-2         | Cavese-Savoia         | 0-5           | 20 mar.       |
| 13 feb.     | 2-1         | Scafatese-Maddalonese | 1-4           | 20 mar.       |
|             |             | Riposa: Stabia        |               | 20 mar.       |

| andata (4ª) | andata (4ª)      | 4ª giornata        | ritorno (11ª) | ritorno (11ª) |
|             |                  |                    |               |               |
| 20 feb.     | 0-1              | Cavese-Maddalonese | 0-4           | 27 mar.       |
| 16 gen.     | 2-1              | Savoia-Scafatese   | 2-0           | 27 mar.       |
| 16 gen.     | 2-1              | Stabia-Campania    | 2-0           | 27 mar.       |
| 16 gen.     | Riposa: Aversana |                    |               | 27 mar.       |

| andata (3ª) | andata (3ª) | 3ª giornata           | ritorno (10ª) | ritorno (10ª) |
|             |             |                       |               |               |
| 9 gen.      | 1-2         | Aversana-Campania     | 3-3           | 20 mar.       |
| 9 gen.      | 0-2         | Cavese-Savoia         | 0-5           | 20 mar.       |
| 13 feb.     | 2-1         | Scafatese-Maddalonese | 1-4           | 20 mar.       |
|             |             | Riposa: Stabia        |               | 20 mar.       |

| andata (4ª) | andata (4ª)      | 4ª giornata        | ritorno (11ª) | ritorno (11ª) |
|             |                  |                    |               |               |
| 20 feb.     | 0-1              | Cavese-Maddalonese | 0-4           | 27 mar.       |
| 16 gen.     | 2-1              | Savoia-Scafatese   | 2-0           | 27 mar.       |
| 16 gen.     | 2-1              | Stabia-Campania    | 2-0           | 27 mar.       |
| 16 gen.     | Riposa: Aversana |                    |               | 27 mar.       |

| andata (5ª) | andata (5ª)       | 5ª giornata          | ritorno (12ª) | ritorno (12ª) |
|             |                   |                      |               |               |
| 23 gen.     | 1-1               | Campania-Cavese      | 2-0           | 3 apr.        |
| 23 gen.     | 2-3               | Maddalonese-Aversana | 2-0           | 3 apr.        |
| 23 gen.     | 3-0               | Savoia-Stabia        | 1-0           | 3 apr.        |
| 23 gen.     | Riposa: Scafatese |                      |               | 3 apr.        |

| andata (6ª) | andata (6ª)         | 6ª giornata      | ritorno (13ª) | ritorno (13ª) |
|             |                     |                  |               |               |
| 13 feb.     | 0-0                 | Campania-Savoia  | 1-9           | 8 mag.        |
| 30 gen.     | 1-1                 | Cavese-Aversana  | 1-1           | 8 mag.        |
| 30 gen.     | 2-0                 | Stabia-Scafatese | 3-1           | 8 mag.        |
| 30 gen.     | Riposa: Maddalonese |                  |               | 8 mag.        |

| andata (5ª) | andata (5ª)       | 5ª giornata          | ritorno (12ª) | ritorno (12ª) |
|             |                   |                      |               |               |
| 23 gen.     | 1-1               | Campania-Cavese      | 2-0           | 3 apr.        |
| 23 gen.     | 2-3               | Maddalonese-Aversana | 2-0           | 3 apr.        |
| 23 gen.     | 3-0               | Savoia-Stabia        | 1-0           | 3 apr.        |
| 23 gen.     | Riposa: Scafatese |                      |               | 3 apr.        |

| andata (6ª) | andata (6ª)         | 6ª giornata      | ritorno (13ª) | ritorno (13ª) |
|             |                     |                  |               |               |
| 13 feb.     | 0-0                 | Campania-Savoia  | 1-9           | 8 mag.        |
| 30 gen.     | 1-1                 | Cavese-Aversana  | 1-1           | 8 mag.        |
| 30 gen.     | 2-0                 | Stabia-Scafatese | 3-1           | 8 mag.        |
| 30 gen.     | Riposa: Maddalonese |                  |               | 8 mag.        |

| \| andata (7ª) \| andata (7ª) \| 7ª giornata \| ritorno (14ª) \| ritorno (14ª) \| \| \| \| \| \| \| \| 6 feb. \| 7-2 \| Savoia-Aversana \| 3-1 \| 15 mag. \| \| 6 feb. \| 3-1 \| Scafatese-Cavese[21] \| 2-0 \| 15 mag. \| \| 6 feb. \| 2-2 \| Stabia-Maddalonese \| 1-4 \| 15 mag. \| \| 6 feb. \| Riposa: Campania \| \| \| 15 mag. \| |                  |                    |               |               |
| andata (7ª) | andata (7ª)      | 7ª giornata        | ritorno (14ª) | ritorno (14ª) |
| |                  |                    |               |               |
| 6 feb. | 7-2              | Savoia-Aversana    | 3-1           | 15 mag.       |
| 6 feb. | 3-1              | Scafatese-Cavese   | 2-0           | 15 mag.       |
| 6 feb. | 2-2              | Stabia-Maddalonese | 1-4           | 15 mag.       |
| 6 feb. | Riposa: Campania |                    |               | 15 mag.       |

| andata (7ª) | andata (7ª)      | 7ª giornata        | ritorno (14ª) | ritorno (14ª) |
|             |                  |                    |               |               |
| 6 feb.      | 7-2              | Savoia-Aversana    | 3-1           | 15 mag.       |
| 6 feb.      | 3-1              | Scafatese-Cavese   | 2-0           | 15 mag.       |
| 6 feb.      | 2-2              | Stabia-Maddalonese | 1-4           | 15 mag.       |
| 6 feb.      | Riposa: Campania |                    |               | 15 mag.       |

### Girone D

#### Squadre partecipanti
| Club             | Stagione | Città           | Stadio          | Stagione precedente                               |
| ---------------- | -------- | --------------- | --------------- | ------------------------------------------------- |
| Littorio Stadium | dettagli | Palermo         | -               | 2º posto in Seconda Divisione Sicilia-Calabria    |
| Messinese        | dettagli | Messina         | -               | 5º posto in Prima Divisione Sud/sem.A, retrocessa |
| Peloro           | dettagli | Messina         | -               | Anno sabbatico in Seconda Divisione Sicula        |
| Reggio Calabria  | dettagli | Reggio Calabria | -               | 4º posto in Seconda Divisione Sicilia-Calabria    |
| Tommaso Gargallo | dettagli | Siracusa        | Campo Coloniale | 1º posto in Seconda Divisione Sicilia-Calabria    |
| Umberto I        | dettagli | Messina         | -               | 3º posto in Seconda Divisione Sicilia-Calabria    |
| Vigor            | dettagli | Palermo         | -               | 1º posto in Terza Divisione Sicilia, promossa     |

#### Classifica finale
|  | Pos. | Squadra          | Pt | G  | V | N | P | GF | GS | DR  |
|  | ---- | ---------------- | -- | -- | - | - | - | -- | -- | --- |
|  | 1.   | Messinese        | 19 | 12 | 8 | 3 | 1 | 29 | 14 | +15 |
|  | 2.   | Tommaso Gargallo | 17 | 12 | 6 | 5 | 1 | 27 | 16 | +11 |
|  | 3.   | Umberto I        | 11 | 12 | 4 | 3 | 5 | 23 | 18 | +5  |
|  | 3.   | Littorio Stadium | 11 | 12 | 5 | 1 | 6 | 22 | 24 | -2  |
|  | 5.   | Peloro           | 9  | 12 | 3 | 3 | 6 | 16 | 28 | -12 |
|  | 6.   | Vigor            | 7  | 12 | 2 | 3 | 7 | 12 | 22 | -10 |
|  | 7.   | Reggio Calabria  | 6  | 12 | 2 | 2 | 8 | 9  | 24 | -15 |

Legenda:
      Qualificato al girone finale sud.
      Retrocesso in Terza Divisione.
Regolamento:
Due punti a vittoria, uno a pareggio, zero a sconfitta.
Pari merito in caso di pari punti. In caso di piazzamenti a pari punti nelle posizioni che attribuivano un titolo sportivo (promozione o retrocessione), si disputavano uno o più spareggi in campo neutro.

#### Risultati
| andata (1ª) | andata (1ª)   | 1ª giornata         | ritorno (9ª) | ritorno (9ª) |
|             |               |                     |              |              |
| 26 dic.     | 2-1           | Gargallo-Reggio     | 3-2          | 6 mar.       |
| 26 dic.     | 1-2           | L. Stadium-Peloro   | 3-0          | 6 mar.       |
| 26 dic.     | 0-3           | Messinese-Umberto I | 1-1          | 6 mar.       |
| 26 dic.     | Riposa: Vigor |                     |              | 6 mar.       |

| andata (2ª) | andata (2ª)        | 2ª giornata      | ritorno (10ª) | ritorno (10ª) |
|             |                    |                  |               |               |
| 2 gen.      | 1-1                | Peloro-Gargallo  | 0-3           | 13 mar.       |
| 2 gen.      | 2-1                | Reggio-Umberto I | 0-3           | 13 mar.       |
| 2 gen.      | 0-4                | Vigor-Messinese  | 0-2           | 13 mar.       |
| 2 gen.      | Riposa: L. Stadium |                  |               | 13 mar.       |

| andata (1ª) | andata (1ª)   | 1ª giornata         | ritorno (9ª) | ritorno (9ª) |
|             |               |                     |              |              |
| 26 dic.     | 2-1           | Gargallo-Reggio     | 3-2          | 6 mar.       |
| 26 dic.     | 1-2           | L. Stadium-Peloro   | 3-0          | 6 mar.       |
| 26 dic.     | 0-3           | Messinese-Umberto I | 1-1          | 6 mar.       |
| 26 dic.     | Riposa: Vigor |                     |              | 6 mar.       |

| andata (2ª) | andata (2ª)        | 2ª giornata      | ritorno (10ª) | ritorno (10ª) |
|             |                    |                  |               |               |
| 2 gen.      | 1-1                | Peloro-Gargallo  | 0-3           | 13 mar.       |
| 2 gen.      | 2-1                | Reggio-Umberto I | 0-3           | 13 mar.       |
| 2 gen.      | 0-4                | Vigor-Messinese  | 0-2           | 13 mar.       |
| 2 gen.      | Riposa: L. Stadium |                  |               | 13 mar.       |

| andata (3ª) | andata (3ª)    | 3ª giornata        | ritorno (11ª) | ritorno (11ª) |
|             |                |                    |               |               |
| 9 gen.      | 1-1            | Gargallo-Messinese | 1-1           | 20 mar.       |
| 9 gen.      | 1-2            | L. Stadium-Reggio  | tav.          | 20 mar.       |
| 9 gen.      | 2-0            | Umberto I-Vigor    | 1-1           | 20 mar.       |
| 9 gen.      | Riposa: Peloro |                    |               | 20 mar.       |

| andata (4ª) | andata (4ª)       | 4ª giornata          | ritorno (12ª) | ritorno (12ª) |
|             |                   |                      |               |               |
| 16 gen.     | 3-1               | Messinese-L. Stadium | 5-4           | 27 mar.       |
| 16 gen.     | 1-1               | Reggio-Peloro        | 0-2           | 27 mar.       |
| 16 gen.     | 0-3               | Vigor-Gargallo       | 1-2           | 27 mar.       |
| 16 gen.     | Riposa: Umberto I |                      |               | 27 mar.       |

| andata (3ª) | andata (3ª)    | 3ª giornata        | ritorno (11ª) | ritorno (11ª) |
|             |                |                    |               |               |
| 9 gen.      | 1-1            | Gargallo-Messinese | 1-1           | 20 mar.       |
| 9 gen.      | 1-2            | L. Stadium-Reggio  | tav.          | 20 mar.       |
| 9 gen.      | 2-0            | Umberto I-Vigor    | 1-1           | 20 mar.       |
| 9 gen.      | Riposa: Peloro |                    |               | 20 mar.       |

| andata (4ª) | andata (4ª)       | 4ª giornata          | ritorno (12ª) | ritorno (12ª) |
|             |                   |                      |               |               |
| 16 gen.     | 3-1               | Messinese-L. Stadium | 5-4           | 27 mar.       |
| 16 gen.     | 1-1               | Reggio-Peloro        | 0-2           | 27 mar.       |
| 16 gen.     | 0-3               | Vigor-Gargallo       | 1-2           | 27 mar.       |
| 16 gen.     | Riposa: Umberto I |                      |               | 27 mar.       |

| andata (5ª) | andata (5ª)       | 5ª giornata         | ritorno (13ª) | ritorno (13ª) |
|             |                   |                     |               |               |
| 23 gen.     | 4-5               | Gargallo-L. Stadium | 1-1           | 3 apr.        |
| 23 gen.     | 4-4               | Peloro-Vigor        | 0-3           | 3 apr.        |
| 23 gen.     | 0-2               | Reggio-Messinese    | 0-4           | 3 apr.        |
| 23 gen.     | Riposa: Umberto I |                     |               | 3 apr.        |

| andata (6ª) | andata (6ª)      | 6ª giornata          | ritorno (13ª) | ritorno (13ª) |
|             |                  |                      |               |               |
| 30 gen.     | 3-2              | L. Stadium-Umberto I | 2-1           | 8 mag.        |
| 30 gen.     | 2-1              | Messinese-Peloro     | 4-2           | 8 mag.        |
| 30 gen.     | 1-1              | Reggio-Vigor         | 0-2           | 8 mag.        |
| 30 gen.     | Riposa: Gargallo |                      |               | 8 mag.        |

| andata (5ª) | andata (5ª)       | 5ª giornata         | ritorno (13ª) | ritorno (13ª) |
|             |                   |                     |               |               |
| 23 gen.     | 4-5               | Gargallo-L. Stadium | 1-1           | 3 apr.        |
| 23 gen.     | 4-4               | Peloro-Vigor        | 0-3           | 3 apr.        |
| 23 gen.     | 0-2               | Reggio-Messinese    | 0-4           | 3 apr.        |
| 23 gen.     | Riposa: Umberto I |                     |               | 3 apr.        |

| andata (6ª) | andata (6ª)      | 6ª giornata          | ritorno (13ª) | ritorno (13ª) |
|             |                  |                      |               |               |
| 30 gen.     | 3-2              | L. Stadium-Umberto I | 2-1           | 8 mag.        |
| 30 gen.     | 2-1              | Messinese-Peloro     | 4-2           | 8 mag.        |
| 30 gen.     | 1-1              | Reggio-Vigor         | 0-2           | 8 mag.        |
| 30 gen.     | Riposa: Gargallo |                      |               | 8 mag.        |

| andata (7ª) | andata (7ª) | 7ª giornata        | ritorno (14ª) | ritorno (14ª) |
|             |             |                    |               |               |
| 6 feb.      | 3-3         | Umberto I-Gargallo | 0-3           | 15 mag.       |
| 6 feb.      | 0-1         | Vigor-L. Stadium   | tav.          | 15 mag.       |
| 6 feb.      | Riposano:   |                    |               | 15 mag.       |

| andata (8ª) | andata (8ª) | 8ª giornata      | ritorno (15ª) | ritorno (15ª) |
|             |             |                  |               |               |
| 13 feb.     | 6-1         | Umberto I-Peloro | 0-2           | 15 mag.       |
| 13 feb.     | Riposano:   |                  |               | 15 mag.       |

| andata (7ª) | andata (7ª) | 7ª giornata        | ritorno (14ª) | ritorno (14ª) |
|             |             |                    |               |               |
| 6 feb.      | 3-3         | Umberto I-Gargallo | 0-3           | 15 mag.       |
| 6 feb.      | 0-1         | Vigor-L. Stadium   | tav.          | 15 mag.       |
| 6 feb.      | Riposano:   |                    |               | 15 mag.       |

| andata (8ª) | andata (8ª) | 8ª giornata      | ritorno (15ª) | ritorno (15ª) |
|             |             |                  |               |               |
| 13 feb.     | 6-1         | Umberto I-Peloro | 0-2           | 15 mag.       |
| 13 feb.     | Riposano:   |                  |               | 15 mag.       |

### Finali sud

#### Classifica finale
|  | Pos. | Squadra      | Pt | G | V | N | P | GF | GS | DR  |
|  | ---- | ------------ | -- | - | - | - | - | -- | -- | --- |
|  | 1.   | Terni        | 9  | 6 | 3 | 3 | 0 | 4  | 1  | +3  |
|  | 2.   | Savoia       | 9  | 6 | 3 | 3 | 0 | 7  | 3  | +4  |
|  | 3.   | Messinese    | 4  | 6 | 1 | 2 | 3 | 5  | 17 | -12 |
|  | 4.   | Tiferno (-2) | 0  | 6 | 1 | 0 | 5 | 13 | 8  | +5  |

Legenda:
      Promosso in Prima Divisione 1927-1928.
Regolamento:
Due punti a vittoria, uno a pareggio, zero a sconfitta.
Pari merito in caso di pari punti. In caso di piazzamenti a pari punti nelle posizioni che attribuivano un titolo sportivo (promozione o retrocessione), si disputavano uno o più spareggi in campo neutro.
Note:
Il Tiferno ha scontato 2 punti di penalizzazione per altrettante rinunce.
Il Savoia fu poi ammesso in Prima Divisione 1927-1928 a completamento di organico.

#### Risultati

##### Calendario
| andata (1ª) | andata (1ª) | Prima giornata   | ritorno (4ª) | ritorno (4ª) |
|             |             |                  |              |              |
| 5 giu.      | 0-1         | Tiferno-Terni    | 0-1          | 26 giu.      |
| 5 giu.      | 0-0         | Messinese-Savoia | 2-3          | 26 giu.      |

| andata (2ª) | andata (2ª) | Seconda giornata  | ritorno (5ª) | ritorno (5ª) |
|             |             |                   |              |              |
| 12 giu.     | 0-0         | Terni-Savoia      | 0-0          | 3 lug.       |
| 12 giu.     | 12-0        | Tiferno-Messinese | 0-2          | 3 lug.       |

| andata (3ª) | andata (3ª) | Terza giornata  | andata (6ª) | andata (6ª) |
|             |             |                 |             |             |
| 19 giu.     | 0-0         | Messinese-Terni | 1-2         | 10 lug.     |
| 19 giu.     | 2-0         | Savoia-Tiferno  | 2-1         | 10 lug.     |

| andata (1ª) | andata (1ª) | Prima giornata   | ritorno (4ª) | ritorno (4ª) |
|             |             |                  |              |              |
| 5 giu.      | 0-1         | Tiferno-Terni    | 0-1          | 26 giu.      |
| 5 giu.      | 0-0         | Messinese-Savoia | 2-3          | 26 giu.      |

| andata (2ª) | andata (2ª) | Seconda giornata  | ritorno (5ª) | ritorno (5ª) |
|             |             |                   |              |              |
| 12 giu.     | 0-0         | Terni-Savoia      | 0-0          | 3 lug.       |
| 12 giu.     | 12-0        | Tiferno-Messinese | 0-2          | 3 lug.       |

| andata (3ª) | andata (3ª) | Terza giornata  | andata (6ª) | andata (6ª) |
|             |             |                 |             |             |
| 19 giu.     | 0-0         | Messinese-Terni | 1-2         | 10 lug.     |
| 19 giu.     | 2-0         | Savoia-Tiferno  | 2-1         | 10 lug.     |

#### Spareggio promozione
|       | Risultati |        | Luogo e data         |
| ----- | --------- | ------ | -------------------- |
| Terni | 1-0       | Savoia | Roma, 17 luglio 1927 |
|       |           |        |                      |

### Giornali sportivi
- Gazzetta dello Sport, stagione 1926-1927, consultabile presso le Biblioteche:
  - Biblioteca Civica di Torino;
  - Biblioteca Nazionale Braidense di Milano,
  - Biblioteca Civica Berio di Genova,
  - Biblioteca Nazionale Centrale di Firenze,
  - Biblioteca Nazionale Centrale di Roma.
- Il paese sportivo, di Torino (dal 1919 al 1929), consultabile presso:
  - Biblioteca Nazionale Centrale di Firenze Archiviato il 4 marzo 2016 in Internet Archive.;
  - Biblioteca Civica di Torino, Via Cittadella 5 (anni incompleti 1924, 1925, 1927 e 1929, microfilmati).
  - Archivio Storico Città di Torino, Via Barbaroux 32 (anni incompleti 1924, 1925, 1927, 1928 e 1929, microfilmati).
- Il Corriere dello Sport, di Bologna (dal 1926 al 1927), consultabile presso:
  - Biblioteca Universitaria di Bologna (dal 1926 al 1927);
  - Biblioteca Nazionale Centrale di Firenze (dal 1926 al 1927, microfilmato).

### Libri
- Luigi Saverio Bertazzoni (a cura di), Annuario Italiano del Giuoco del Calcio - volume I 1926-27 e 1927-28 (1928), Modena, F.I.G.C. - Bologna, volume conservato presso.

Università degli Studi di Urbino "Carlo Bo" di Pesaro;
Biblioteca Nazionale Centrale di Firenze;
Biblioteca Universitaria Estense di Modena.
Presentazione delle squadre partecipanti ai campionati italiani, con consigli direttivi forniti dalle società e le classifiche finali delle stagioni sportive 1926-27 e 1927-28.
- Carlo Fontanelli, Cento anni di calcio - Italia 1926/27 - Lo scudetto revocato, Fornacette (PI), Mariposa S.r.l., luglio 1997,  pp. 84-91.
- Carlo Fontanelli; Gustavo Masseglia, 100 anni di calcio a Carrara, Empoli (FI), Geo Edizioni S.r.l., 2009,  p. 51.
- Chrystian Calvelli, Giuseppe Lucibelli; Raffaele Schettino, Savoia storia e leggenda dall'Oncino al Giraud, Gragnano (NA), Stampa Democratica '95, dicembre 2000.